# C/2012 E2 (SWAN)
C/2012 E2 (SWAN) — одна з параболічних комет. Ця комета була відкрита 4 березня 2012 року; вона мала 8–9m на час відкриття.